# Francesco Ricci
Francesco Ricci (Roma, 1º de fevereiro de 1679 - Roma, 8 de janeiro de 1755) foi um cardeal do século XVIII

## Biografia
Nasceu em Roma em 1º de fevereiro de 1679. De família nobre de Montepulciano e Roma. Filho de Miniato Ricci e Maria Maddalena Capodifierro. Ele também está listado como Franciscus Riccius. Outro cardeal da família foi Giovanni Ricci de Montepulciano (1551).
Estudou direito.
Entrou na prelazia romana como referendário dos Tribunais da Assinatura Apostólica da Justiça e da Graça em 19 de novembro de 1705. Auditor do Tribunal da Assinatura Apostólica, janeiro. Clérigo da Câmara Apostólica, 30 de abril de 1717, cargo que ocupou durante trinta anos. Ele também foi governador de Castelnuovo e Montone. Presidente delle Zecche , 1719. Presidente delle Carceri . Presidente delle Ripa , 1722. Presidente delle Strade , 1724. Decano dos clérigos da Câmara Apostólica, 1729. Durante a vacância da Santa Sé, o Sagrado Colégio dos Cardeais confiou-lhe o comissariado della armi; foi confirmado no cargo pelo novo Papa Clemente XII. Tesoureiro geral, 1740. Após a morte de Mons. Filippo Buondelmonte em 19 de junho de 1741, o Papa Bento XIV nomeou-o governador de Roma e vice-camerlengo da Santa Igreja Romana em 27 de junho de 1741; ocupou o cargo até 9 de setembro de 1743.
Criado cardeal sacerdote no consistório de 9 de setembro de 1743; recebeu o chapéu vermelho em 12 de setembro de 1743; e o título de S. Maria del Popolo em 23 de setembro de 1743.
Recebeu as ordens menores em 26 de janeiro de 1744; o subdiaconado em 1º de fevereiro de 1744; e o diaconado em 3 de maio de 1744.
Morreu em Roma em 8 de janeiro de 1755, por volta das 8h30. Exposto na igreja de S. Maria del Popolo, Roma, onde ocorreu a capella papalis em 10 de janeiro de 1755; e sepultado no túmulo de sua família, na capela de S. Giovanni Battista, na igreja de S. Pietro in Montorio, dos Franciscanos Reformados, em Roma, com magnífico elogio feito por Frei Miniato Ricci, seu sobrinho